# Упразднение Османского султаната
С упразднением османского султаната Великим национальным собранием Турции 1 ноября 1922 года закончилось существование Османской империи, основанной в 1299 году. 11 ноября 1922 года, на конференции в Лозанне, был признан суверенитет Великого национального собрания Турции с правительством в Анкаре над территорией Турции. Последний султан, Мехмед VI покинул оккупированную войсками Антанты Османскую столицу Константинополь 17 ноября 1922 года. Правовое признание нового статуса было закреплено подписанием Лозаннского договора 24 июля 1923 года и провозглашением республики 29 октября 1923 года.

## Предпосылки
Вступление Османской империи в Первую мировую войну вместе с Центральными державами произошло 11 ноября 1914 года. Боевые действия на Ближневосточном театре Первой мировой войны закончились подписанием Мудросского перемирия 30 октября 1918 года. Оккупация Константинополя британскими, французскими и итальянскими войсками произошла 13 ноября 1918 года.
Разделение Османской империи началось с подписания Лондонского пакта (1915) и продолжилось несколькими соглашениями, главным образом двусторонними среди членов Антанты. Британские войска начали занимать ключевые здания Империи и арестовывать националистов после установления военного правления в ночь на 15 марта 1920 года. 18 марта 1920 года османский парламент принял и направил протест союзникам о неприемлемости ареста пяти его членов. То собрание было последним и ознаменовало конец Османской политической системы. Султан Мехмед VI распустил Генеральную Ассамблею Османской империи 11 апреля 1920 года. Константинопольское правительство, с бюрократическим аппаратом, но без парламента, осталось активным во главе с султаном.
Севрский договор 10 августа 1920 года завершил разделение Империи. В то время примерно 150 политиков поэтапно были сосланы на Мальту. Турецкое национальное движение, возглавляемое Мустафой Кемалем, учредило Великое национальное собрание Турции в Анкаре 23 апреля 1920 года.
Великое национальное собрание Турции начало войну за независимость Турции (Кемалистскую революцию) против монархического Константинопольского правительства, халифом которого был Мехмед VI. Константинопольское правительство, правительство без парламента, сформировало Kuva-yi Inzibatiye, известную как «армия Халифата», в противовес Kuva-yi Milliye — армии Великого национального собрания Турции.
Конфликты происходили в Болу, Дюздже, Хендек, Адапазары, одновременно с другими восстаниями во время турецкой войны за независимость. Армии Халифата были близки идеи Ислама, отсюда и название. Вооружением и припасами армию Халифата снабжала Великобритания. Стратегическая задача армии Халифата, так же как и англичан, заключалась в предотвращении продвижения национальных сил к проливам. Kuva-yi Milliye нанесла поражение армии Халифата. Хотя Kuva-yi Milliye считается первым шагом сопротивления в освобождении Турции, вскоре нерегулярные военные действия были прекращены. Перед началом греческой войны, Kuva-yi Milliye стала основой организованной армии, которая позже была преобразована в Вооружённые силы Турции.

## Конец Османской империи
Османская империя обрела суверенитет во время правления династии Османа I, который был её основателем. Его семья и потомки правили империей непрерывно с 1299 года на протяжении всей её истории. Османская династия в лице Султана обладала верховной властью над всеми политическими образованиями. Султан был единственным и абсолютным регентом, главой государства и главой правительства империи. Великие Визири и политическая система, закреплённая в Османской Конституции действовала по воле Султана.
Союзное приглашение на конференцию в Лозанну было передано как правительству в Константинополе, так и в Анкаре. Мустафа Кемаль был убеждён, что только правительство из Анкары должно принимать участие в конференции. 1 ноября 1922 года Великое национальное собрание признало правительство Султаната в Константинополе незаконным. Великое национальное собрание также приняло решение, что Константинополь перестал быть столицей нации с момента его оккупации союзниками. Кроме того, они заявили, что Султанат был упразднён. Упразднение Султаната положило конец Османской империи. После ознакомления с резолюцией, Мехмед VI искал убежища на борту британского линейного корабля Малайя 17 ноября. После того, как Мехмед VI сбежал, остальные министры его правительства приняли новую политическую реальность. Нет никакого официального документа, который объявлял капитуляцию Османского государства или Султана. Конференция в Лозанне, 11 ноября 1922 года признала суверенитет Великого национального собрания Турции как замену Османской империи. Последний Султан Мехмед VI покинул Константинополь 17 ноября 1922 года.
Список из 600 имен был представлен на конференции в Лозанне, и входящие в этот список должны были быть объявлены персонами нон грата. Список предназначался для устранения правящей элиты Османской империи. Переговоры в Лозанне уменьшили список имен до 150, и договор был подписан 24 июля 1923 года.
Османская Династия являла собой воплощение османского Халифата, начиная с XIV века, с царствования Мурада I. Представитель Османской династии удерживал титул халифа и власть над всеми мусульманами на момент прихода к власти двоюродного брата Мехмеда Абдул-Меджида II. Османская Династия позиционировала себя в качестве политического и религиозного преемника Мухаммада и лидера всего мусульманского сообщества без границ в Османской империи и за её пределами. Титул Абдул-Меджида II был оспорен в 1916 году лидером арабского Восстания королём Хусейном Бен Али из Хиджаза, который осудил Мехмета V, но его царство было ликвидировано и аннексировано Ибн Саудом в 1925 году.
Греческие, болгарские и сербские подданные покинули империю во время спада и модернизации в Османской империи в 1828—1908 годах, албанские и армянские (армянского общенационального движения и первой Республики Армения) поданные покинули империю или были убиты во время разгрома и распада Османской империи в 1908—1922 годах. Коренное армянское и греческое население было истреблено или изгнано османами (младотурками) и кемалистами в период 1915—1922 годов. К 1922 году большинство оставшихся жителей Турции были мусульманами либо турецкого либо курдского этноса. Великое национальное собрание Турции заявило о себе как о Республике Турция 29 октября 1923 года.
Были члены Османской династии, которые находились в Турции после провозглашения Республики Турция. Список изгнанных также был создан и введён в действие в Республике Турция 23 апреля 1924 года (пересмотрен 1 июня 1924 года); в него вошли имена 120 сторонников отстранённой от власти Османской династии.

## Комментарии
1. ↑  On March 1924 six months after the foundation the vote came to assembly with the abolition of the Caliphate[4]